# علي غادجيبيكوف
علي غادجيبيكوف (بالروسية: Али Амрахович Гаджибеков)‏ (6 أغسطس 1989 بمحج قلعة في روسيا - ) هو لاعب كرة قدم روسي في مركز الدفاع. شارك مع منتخب روسيا الثاني لكرة القدم. أما مع النوادي، فقد لعب مع أنجي محج قلعة.

## وصلات خارجية
- علي غادجيبيكوف على موقع الاتحاد الأوربي (الإنجليزية)
- علي غادجيبيكوف على موقع قاعدة بيانات كرة القدم.إي يو (الإنجليزية)
- علي غادجيبيكوف على موقع بيانات كرة القدم. دي إي (الألمانية)
- علي غادجيبيكوف على موقع Soccerway.com (الإنجليزية)
- علي غادجيبيكوف على موقع AS.com (الإسبانية)